# Etat Nr 5/33 pułku czołgów średnich
Etat Nr 5/33 pułku czołgów średnich – etat oddziału pancernego Ludowego Wojska Polskiego, wprowadzony w życie rozkazem organizacyjnym Nr 051/Org. NDWP z 19 lutego 1947 roku.
Etat Nr 5/25 opracowano dla 1., 2., 6., 8. i 9. Pułku Czołgów Średnich.
Pułk czołgów składał się z niżej wymienionych komórek organizacyjnych i pododdziałów:
- dowództwo
- sztab
- kompania sztabowa (pluton dowództwa, pluton saperów, pluton ochrony)
- trzy kompanie czołgów średnich (po trzy plutony czołgów)
- kompania technicznego zaopatrzenia (plutony: remontowy i transportowy)
- wydział techniczny
- kwatermistrzostwo
- drużyna gospodarcza
- izba chorych

Pułk liczył 348 żołnierzy
Na uzbrojeniu jednostki znajdowały się 32 czołgi średnie T-34/85